# Épidémie de peste de San Francisco
L'épidémie de peste de San Francisco a eu lieu entre 1900 et 1904. Elle a été déclenchée dans le quartier de Chinatown probablement par l'arrivée du navire Australia qui accosta dans le port de San Francisco en 1900 en amenant avec lui des rats infestés par la peste de Chine. C'est la première épidémie de peste à frapper le continent nord-américain.

## Contexte
Pour un article plus général, voir Peste de Chine.
L'épidémie avait commencé en Chine en 1855, et avait tué 15 millions de personnes, principalement en Inde. En 1894, la peste atteint Hong Kong, port important dans le commerce entre la Chine et les États-Unis.

## Déroulement

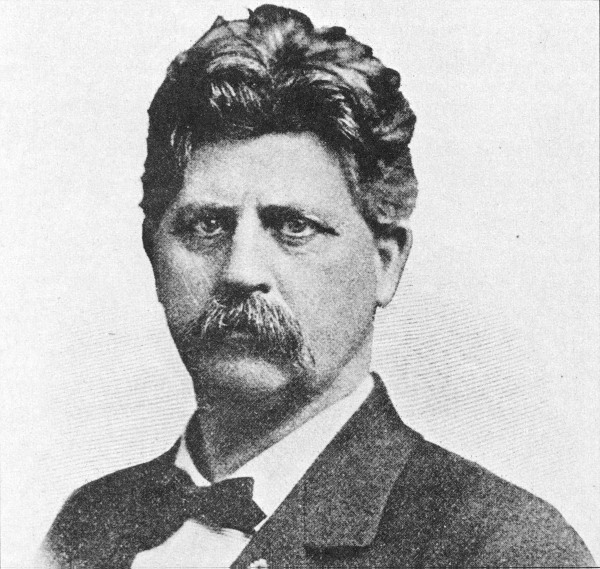
Le gouverneur de Californie Henry Gage.

En janvier 1900, le S S Australia, un quatre mats, arrive dans le port de San Francisco. Le 6 mars 1900, le corps d'un Chinois est découvert au pied du Globe Hotel. L'autopsie montre des bubons sous la langue, suggérant une peste bubonique. Ce cas a été confirmé comme étant le premier sur le sol des Etats-Unis ; cependant la cause exacte de l'entrée de l'épidémie n'est pas connue avec certitude.
Le maire de San Francisco place rapidement le secteur de Chinatown sous cordon sanitaire.
Le gouverneur de Californie Henry Gage commence par affirmer qu'il n'y avait pas d'épidémie, et tarde à ordonner une quarantaine. Il craignait que son annonce entraîne de lourdes conséquences économiques.

## Conséquences

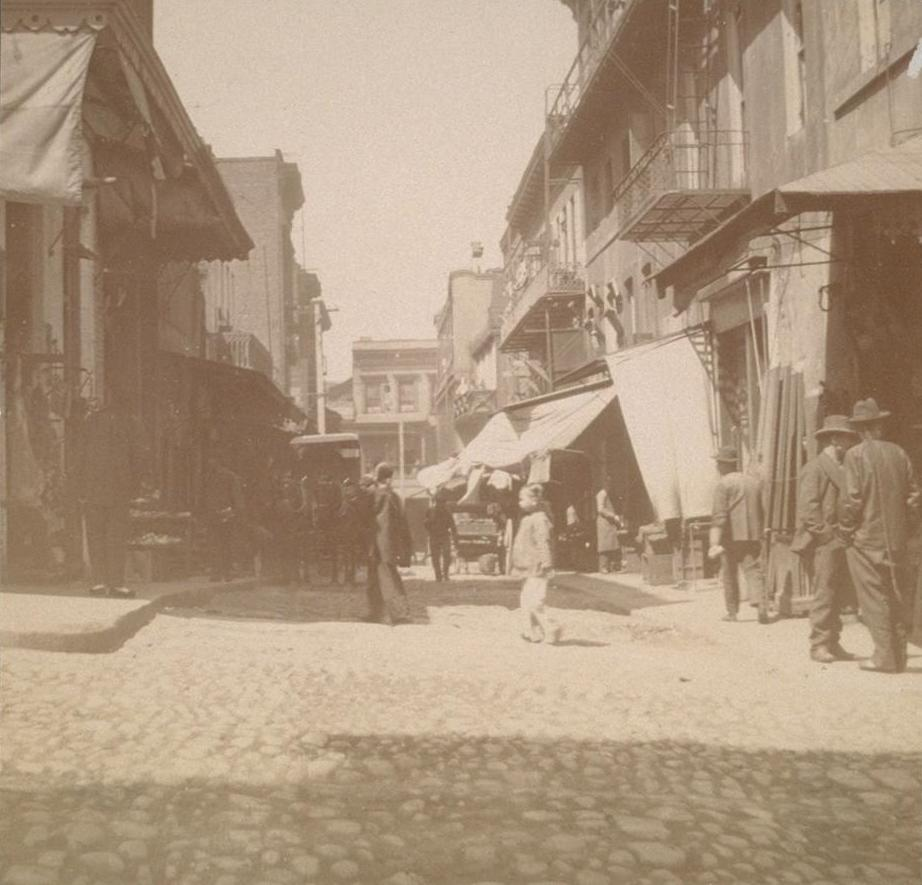
Rue de Chinatown en 1906.

Entre 1900 et 1904, 121 cas ont été identifiés, et 119 morts ont été imputés à l'épidémie.
Le foyer de peste s'est étendu en tache d'huile sur une grande partie de l'Ouest des États-Unis.
En 1906 le tremblement de terre qui a provoqué la destruction des immeubles a conduit les rats à chercher de nouveaux abris. Les deux années suivantes ont été propices à la propagation de l'épidémie. En 1907 de nouveaux cas ont été répertoriés, et les autorités ont alors lancé une campagne de dératisation en offrant une récompense pour la capture des rongeurs. Une campagne similaire avait montré son efficacité à La Nouvelle-Orléans. L'épidémie a été stoppée en 1909.